# Marais de l’Ermitage (Réunion)
Marais de l’Ermitage (deutsch: Einsiedler-Sumpf) ist ein Sumpfgebiet auf der Maskareneninsel Réunion.

## Beschreibung
Es befindet sich 0,7 km von der Westküste entfernt zwischen den Orten Saint Gilles und Saint Leu in einem niedrigen weniger als 50 m oberhalb des Meeresspiegels liegenden Sedimentbecken. Seit 1990 ist der Ort international als Fossillagerstätte bekannt. Eine 80 cm dicke Schicht aus fossilienarmen Torf überlagert eine 30 bis 40 cm tiefe Brekzie, die reichlich Wirbeltierfossilien, Vulkangestein, Korallen und Muschelfragmente enthält. Diese Schicht überlagert eine Schicht aus marinen Sedimenten, die aus Korallensand, Korallen und Fossilien von Meeresweichtieren besteht. Die Gegend ist wasserdurchtränkt und wurde rasch mit Wasser gefüllt, sobald die ersten Testlöcher gebohrt wurden. In der Fossillagerstätte Marais de l’Ermitage wurden hunderte von Knochen der Réunion-Riesenschildkröte (Cylindraspis indica) zu Tage gefördert. Fledermaus- und Vogelknochen wurden extrem selten gefunden und umfassen unter anderem subfossiles Material der Réunion-Eule (Otus grucheti), des Maskarenen-Blässhuhns (Fulica newtoni), des Réunion-Nachtreihers (Nycticorax duboisi), der Réunion-Gans (Alopochen kervazoi), der Mauritiusente (Anas theodori) und des Réunionibis (Threskiornis solitarius). 
Die Lagerstätte wurde durch Straßenbaumaßnahmen in der Vergangenheit weitgehend zerstört.